# Ахтбрюдерталер
Ахтбрюдерталер (нем. Achtbrüdertaler — талер восьми братьев) — общее название серии семейных талеров 1607—1619 годов герцогства Саксен-Веймар с изображением восьми сыновей Иоганна III (1570—1605): Иоганна Эрнста (1594—1620), Фридриха (1596—1622), Вильгельма (1598—1662), Альбрехта (1599—1644), Иоганна Фридриха (1600—1628), Эрнста (1601—1675), Фридриха Вильгельма (1603—1619) и Бернгарда (1604—1639).
На монетах прослеживаются исторические моменты в жизни государства и братьев. В частности, во время острого «спора о приоритете» с альтенбургскими принцами на монетах 1612 года появилась надпись «DISCORDIÆ / FOMES INIVRIA», что обозначает «Несправедливость вызывает раздор», являющаяся ответом на появившуюся на альтенбургских талерах фразу «DISKORDIA PRAECVRSOR RUINAE» («Несправедливость предшествует разрушению»). На монетах присутствуют также свидетельства их территориальных претензий.
С 1607 по 1619 год было выпущено 4 монетных типа ахтбрюдерталеров. Окончание чеканки связано со смертью одного из них.

## История выпуска
В 1605 году умер герцог Иоганн III Саксен-Веймарский. Оставшимся 8 несовершеннолетним сыновьям была необходима опека. Согласно старосаксонскому праву опекуном должен был стать герцог Саксен-Кобурга Иоганн Казимир. Однако он являлся сыном Иоганна Фридриха II Среднего, который в своё время был лишён императором Максимилианом II ряда прав (для себя и наследников) и заключён до конца жизни. Таким образом его наказали за участие в Грумбахской ссоре. Опекуном по распоряжению императора Рудольфа II стал курфюрст Саксонии Кристиан II. При нём в 1607 году было дозволено начать чеканку ахтбрюдерталеров. В 1611 году он умер. Его опекунство перешло по наследству следующему курфюрсту Иоганну Георгу I.
В 1612 году старшему брату исполнилось 18 лет. Мать принцев Доротея Мария ходатайствовала о снятии формальной опеки со старшего сына, передаче ему наследственных владений, а также опеки над своими несовершеннолетними братьями. Однако её прошение осталось без ответа. Этим годом датирован и второй тип ахтбрюдерталеров с провокационной по сути фразой «DISCORDIÆ / FOMES INIVRIA», что обозначает «Несправедливость вызывает раздор». В нумизматической литературе существуют два мнения относительно того, какая из причин привела к её появлению. По одной версии, она являлась протестом против продления опекунства, по другой — следствием острого спора о приоритете между веймарскими и альтенбургскими принцами. Спор о приоритете предполагал не только формальное первенство на торжественных общеимперских мероприятиях, но и возможное унаследование земель на тот момент не имеющего наследников мужского пола саксонского курфюрста. Последнюю версию также подтверждает факт появления в 1612 году альтенбургского талера с круговой надписью на реверсе «DISKORDIA PRAECVRSOR RUINAE», что обозначает «несправедливость предшествует разрушению». Более того, Кёлер пишет, что появление провокационной надписи на ахтбрюдерталерах явилось ответом на выпуск соответствующей монеты Альтенбурга. Она продержалась недолго и вскоре была убрана.
Также на монете появляются указания, свидетельствующие о претензиях братьев на Юлих-Клеве-Берг, за который шла война с участием целого ряда государств.
После того, как старший брат перешёл в самоличное владение наследственными землями, а также получил опеку над братьями, дизайн монеты изменили. С 1616 года вместо 8 относительно одинаковых портретов на аверсе поместили центральную фигуру герцога, вокруг которой расположили небольшие портреты остальных братьев.
После смерти седьмого брата в 1619 году выпуск монет с портретными изображениями восьми братьев был прекращён. Следует отметить, что ряд устаревших нумизматических источников относят к ахтбрюдерталерам монеты 1620—1626 годов на основании надписи «MON. FRAT. DVC. SAX. LIN. VINAR.», указывающей, что данная монета является «монетой братьев, герцогов саксонских, веймарской линии». На ней изображены не братья, а аллегорическая фигура Минервы со щитом и знаменем.
Также известны кратные номиналы в ¼, ½ и 2 ахтбрюдерталера. Также небольшими тиражами были выпущены золотые монеты с изображением восьми братьев номиналом в один, два, три и пять дукатов.

## Внешний вид
Ахтбрюдерталеры представляли собой рейхсталеры (также их могут относить к подвиду последних специесталеров) весом около 29 г серебра 889-й пробы. Их, как и другие монеты герцогства, чеканили на монетном дворе Заальфельда диаметром около 40 мм. Благодаря знаку медальерного мастера «WA» известно имя создателя штемпелей данных монет Вольфа Альбрехта. Выделяют несколько типов ахтбрюдерталеров. На монетах 1607—1615 годов аверс и реверс содержат по 4 изображения (на аверсе старших братьев, на реверсе — младших). На талерах 1616—1619 годов все они помещены на аверс.

### Первый монетный тип 1607—1612
Описание аверса: изображение 4-х старших братьев по пояс в мантиях и тройных цепях на груди. Каждый из них держит в правой руке бокал. Круговая легенда: держава вверху, «D(ei):G(ratia):IO(hannes):ERNES(tus): — FRIDERICVS. — WILHELMVS — ALBERTVS». Между именами располагаются три гербовых щита. Надпись под фигурами «MON(eta):NOV(a):ARG(entea): / VIII.FRAT(res) / DVC(es):SAX(oniae):» обозначает «Новая серебряная монета восьми братьев, саксонских герцогов».
Описание реверса: изображение 4-х младших братьев, аналогичное расположенному на лицевой стороне. Круговая легенда: «IO(hannes): — FRIDERIC9 [9 вместо (us)] — ERNESTVS — FRID(ericus):WILHELM(us) — BERNHARD9 [9 вместо (us)]». Между именами располагаются четыре гербовых щита. Надпись под фигурами «LINEAE VINA = / = RIENSIS / 16 WA 09» обозначает «Веймарская линия», год чеканки и знак медальерного мастера.

### Второй монетный тип 1612—1613
Второй монетный тип ахтбрюдерталеров полностью идентичен третьему за исключением одной важной детали. Под изображением братьев на аверсе располагается надпись «DISCORDIÆ / FOMES INIVRIA», что обозначает «Несправедливость вызывает раздор». Данная фраза по своей сути была провокационной и на следующих выпусках заменена орнаментом.

### Третий монетный тип 1612—1616
Описание аверса: изображение 4-х старших братьев по пояс в доспехах и кушаках. Держава расположена не в круговой легенде, как на первом типе, а в центре вверху. Надпись по кругу повторяет такую первого типа. Имена братьев разделены сдвоенными (внизу строенным) гербовыми щитами.
Описание реверса: изображение 4-х младших братьев, аналогичное расположенному на лицевой стороне. Надпись по кругу повторяет такую же первого типа. Имена братьев разделены сдвоенными (внизу строенным) гербовыми щитами. Над головами написано «8.FRAT(res):DUC(es):SAXON(iae): / IUL(iaci):CL(iviae):MONT(ium)», что обозначает «8 братьев, герцоги Саксонии, Юлиха, Клеве и Берга». Под изображениями, как и на первом типе, начертано «LINEAE VINA = / = RIENSIS / 16 WA 13». Выделенные жирным буквы имеют большую величину по сравнению с остальными и создают хронограмму — I + C + M + L + V = 1 + 100 + 1000 + 50 + 5 = 1156. В 1156 году император Фридрих I Барбаросса признал за предками братьев Генрихом Львом владение Баварией.

### Четвёртый монетный тип 1616—1619
В 1616 году 22-летний Иоганн Эрнст занял престол, что сразу же отразилось и на монетах. Его изображение поместили в центр, а вокруг небольшие портреты братьев. Круговая надпись «D(ei):G(ratia):IOH(annes):ERN(estus):IVN(ior):DVX:SAX(oniae):IV(liaci): CL(iviae):ET:M(ontium): SVO:ET.TVT(orio):NOM(ine)» («Божией милостью Иоганн Эрнст младший герцог Саксонии, Юлиха, Клеве и Берга самолично и как опекун») подчёркивала изменение статуса одного из братьев.
На реверсе изображён герб с 18 полями и шестью нашлемниками. В круговой надписи помещён знак медальера «WA» и аббревиатуры имён семи братьев «FRID(ericus):WILH(elmus):ALBERT(us):JO(hannes):FRID(ericus):ERN(estus):FRID(ericus):WILH(elmus):ET.BERN(ardus):F(ieri):F(ecit)» с указанием, что монета выпущена при их согласии. В 1619 году скончался один из братьев, что вынудило прекратить дальнейшую чеканку ахтбрюдерталеров.